# Hosseiniyeh Ershad

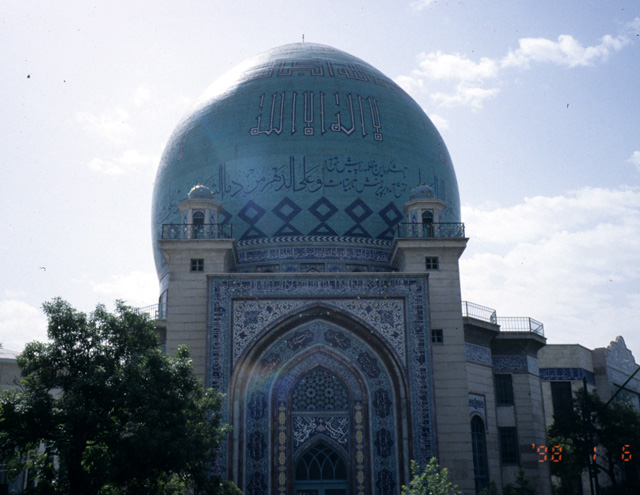
Façade principale du Hosseiniyeh Ershad

Le Hosseiniyeh Ershad est un institut religieux basé à Téhéran en Iran. S'y donnent des conférences sur des sujets historiques, culturels, sociétaux et religieux.
Longtemps toléré par le Shah qui voyait dans les islamistes un moyen de contrer les « gauchistes », il fut finalement fermé en 1972 par le gouvernement Pahlavi et rouvrit lors de la Révolution islamique.[réf. nécessaire] De 1966 à 1972, il est le lieu de rencontre des idéologues de la révolution de 1979, où Ali Shariati donne des discours très suivis.
L'institut contient une grande bibliothèque créée après la Révolution islamique ; elle contient essentiellement des ouvrages consacrés à la religion.